# Cérences
Cérences ist eine Gemeinde im Département Manche in der Region Normandie in Frankreich mit 1.806 Einwohnern (Stand: 1. Januar 2022). Cérences gehört zum Arrondissement Avranches und zum Kanton Bréhal. Die Einwohner werden Cérençais genannt.

## Geografie
Cérences liegt im Süden der Halbinsel Cotentin am Fluss Sienne. Umgeben wird Cérences von den Nachbargemeinden Quettreville-sur-Sienne im Norden und Nordwesten, Le Mesnil-Aubert im Norden, Lengronne im Nordosten, Ver im Osten und Südosten, Le Loreur im Südosten, Hudimesnil im Süden, Chanteloup im Süden und Südwesten, Bréhal im Südwesten, Bricqueville-sur-Mer im Westen sowie Muneville-sur-Mer im Nordwesten.

## Geschichte
1964 wurde die kleine Kommune Bourey eingemeindet.

## Bevölkerungsentwicklung
| 1962                       | 1968 | 1975 | 1982 | 1990 | 1999 | 2006 | 2012 | 2018 |
| -------------------------- | ---- | ---- | ---- | ---- | ---- | ---- | ---- | ---- |
| 1852                       | 1833 | 1865 | 1858 | 1777 | 1757 | 1789 | 1844 | 1722 |
| Quellen: Cassini und INSEE |      |      |      |      |      |      |      |      |

## Sehenswürdigkeiten
- Kirche Notre-Dame in Cérences, Monument historique
- Kirche Notre-Dame in Bourey
- Schloss La Motte Billard
- Waschhaus
- Abenteuerpark Elfenpark

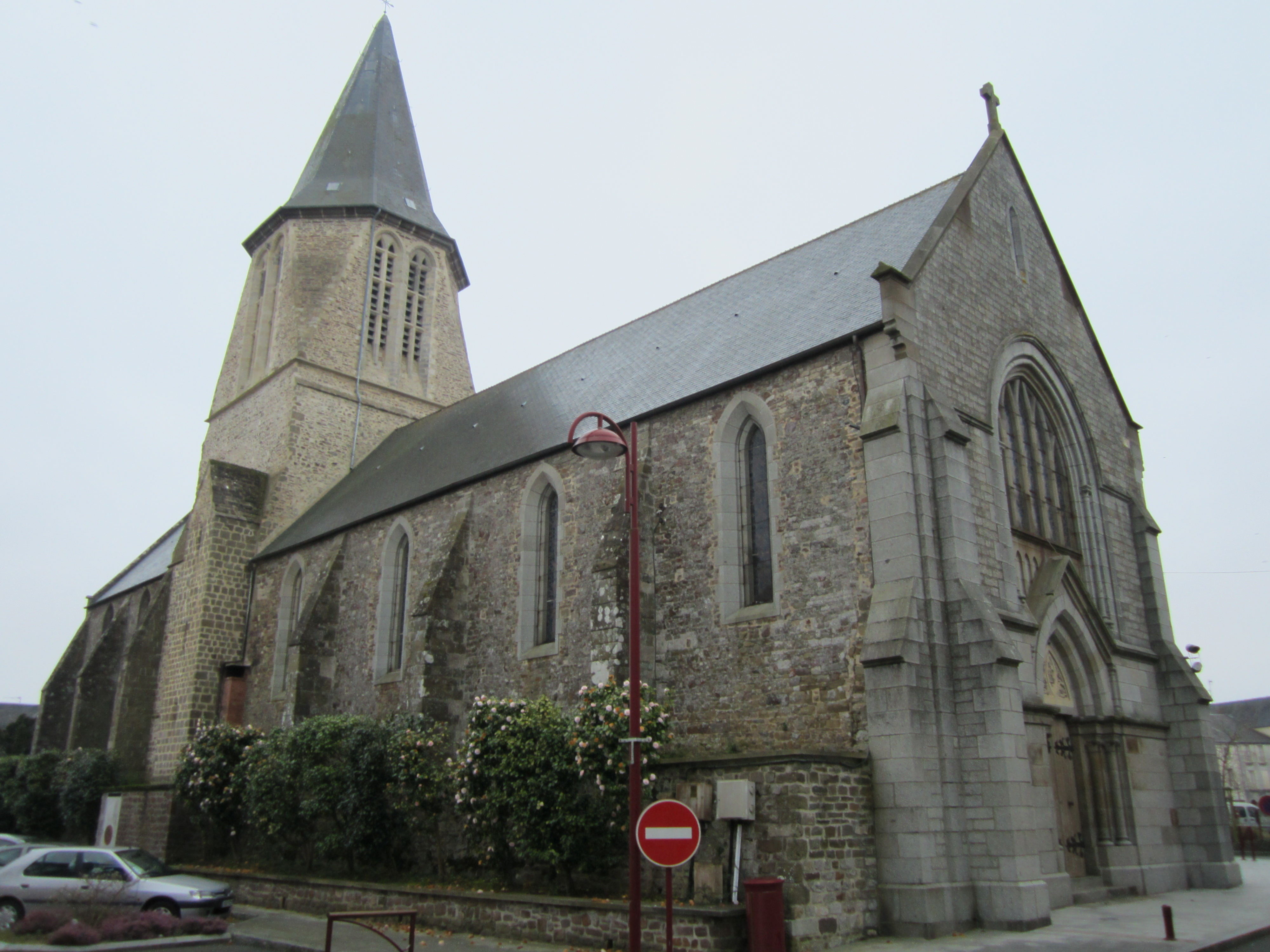
Kirche Notre-Dame in Cérences
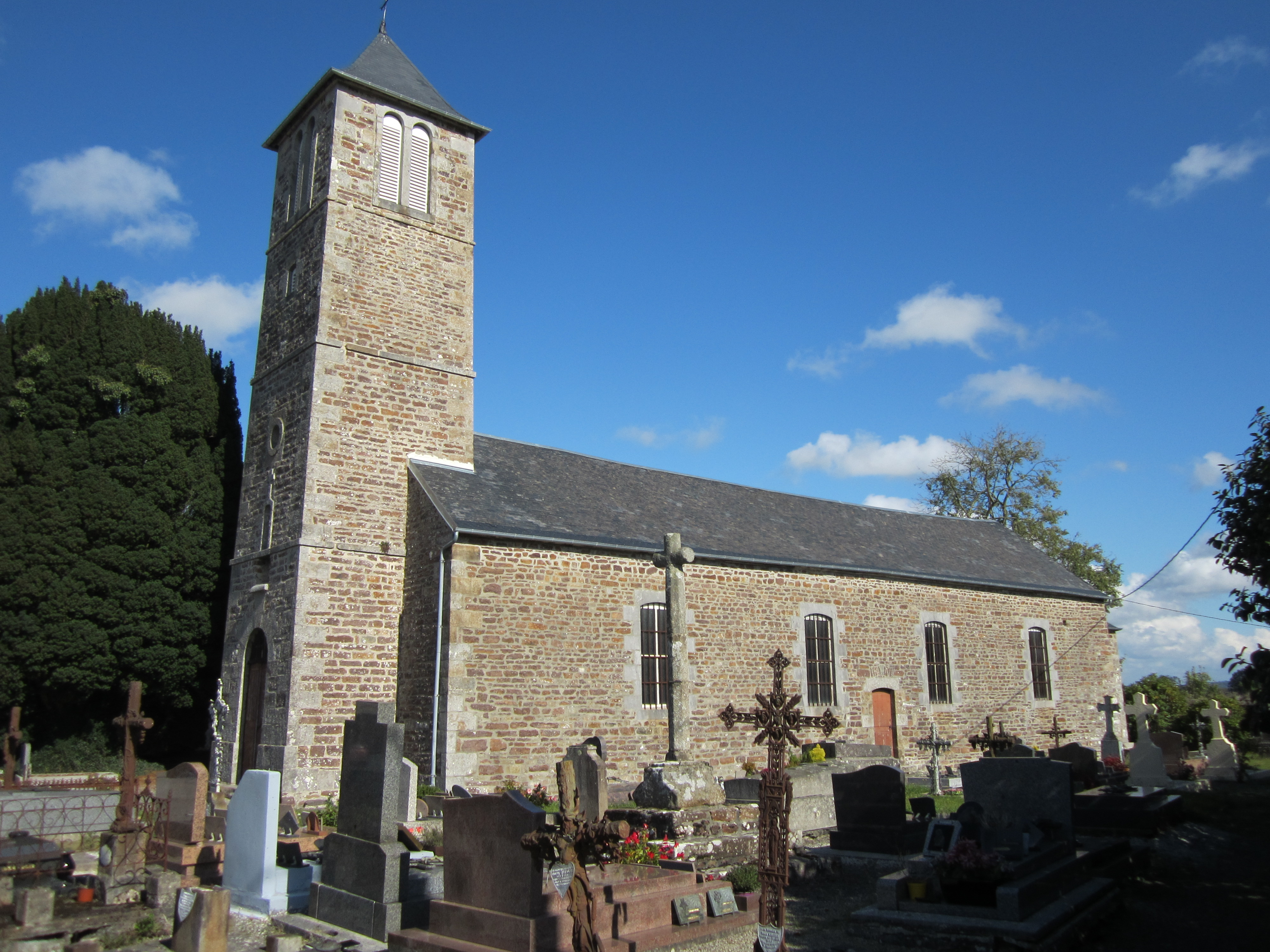
Kirche Notre-Dame in Bourey

## Gemeindepartnerschaft
Mit der britischen Gemeinde Bere Regis in Dorset (England) besteht seit 1997 eine Partnerschaft.